# 1 Maja (Rajon Rudaki)
1. Maja (tadschikisch 1-уми Май, deutsch 1. Mai) ist ein Dorf im Rajon Rudaki der Republik Tadschikistan. Es ist Teil der Landgemeinde (Dschamoat) Rossija. Das Gebiet gehört keiner Provinz an, ist also direkt der Republik unterstellt (siehe Nohijahoi tobei dschumhurij).
Es befindet sich an der Stadtgrenze von Duschanbe, in einer Entfernung von 12 km vom Rajonzentrum, Somoniyon, und 1 km vom Zentrum des Dschamoat (Gemeinde), Kuschteppa, entfernt.
Im Jahr 2017 hatte 1 Maja eine Bevölkerung von 5524, die meisten davon Tadschiken.